# Theodore William Chaundy
Theodore William Chaundy   (Oxford, 19 de gener de 1889 - Windermere, 14 d'abril de 1966) va ser un matemàtic anglès.

## Vida i Obra
Chaundy era fill del comerciant vidu John Chaundy i la seva segona esposa Sarah Pates. Va ser el petit de vuit germans.
Chaundy va fer els estudis secundaris a la Oxford High School for Boys i va estudiar matemàtiques al Balliol College de la universitat d'Oxford. El 1912 va ser nomenat professor a Oxford i, posteriorment, Fellow del Christ Church, Oxford. Es va casar amb Hilda Weston Dott (1890-1986) el 1920. Van tenir cinc fills i tretze nets.
Chaundy és recordat, sobre tot, pels seus treballs sobre operadors diferencials commutatius i les seves connexions amb la geometria algebraica, fets conjuntament amb Joseph Burchnall.